# Blažo Jovanović
Blažo Jovanović (Podgorica, 28 marzo 1907 – Igalo, 4 febbraio 1976) è stato un politico, partigiano, militante comunista jugoslavo, di origine montenegrina.

## Biografia
Durante la seconda guerra mondiale, Blažo Jovanović era uno dei più importanti dirigenti del Comitato provinciale del Partito comunista jugoslavo per il Montenegro, le bocche di Cattaro e il Sangiaccato; nell'estate del 1941 fu insieme a Milovan Đilas, tra i principali capi dell'insurrezione del Montenegro contro l'occupante italiano.
Il 18 luglio 1941 assunse in pratica la funzione di commissario politico con il titolo di "persona per il collegamento con il popolo" del cosiddetto "Comando supremo temporaneo" delle forze insurrezionali in Montenegro, mentre Đilas divenne il comandante superiore e Arso Jovanović, lontano parente di Blažo, divenne il capo di stato maggiore.
È stato il primo presidente dell'Assemblea popolare del Montenegro, inoltre è stato presidente del Parlamento della Repubblica popolare di Montenegro dal 1954 al 1963.